# Salmorth
Salmorth ist ein Ortsteil der Stadt Kleve im Kreis Kleve in Nordrhein-Westfalen und liegt auf der gleichnamigen Rheinhalbinsel. Bis 1969 war Salmorth eine eigenständige Gemeinde.

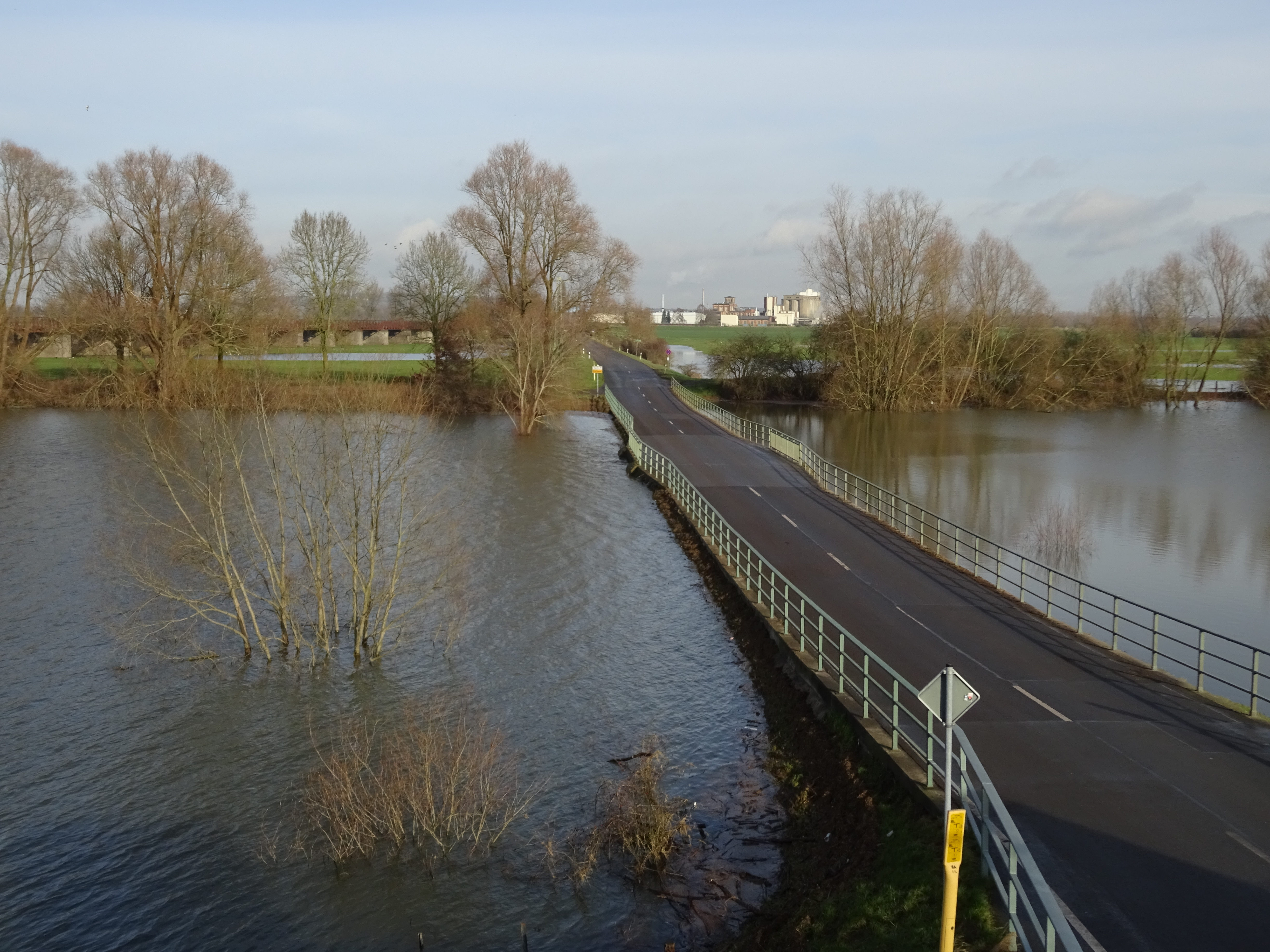
Straßenbrücke über den Altrhein nach Salmorth; im Hintergrund die Ölmühle Spyck

## Geographie
Salmorth ist eine Streusiedlung, die auf der gleichnamigen Rheinhalbinsel liegt. Die Halbinsel wird im Norden vom Rhein und im Süden von einem Altrheinarm umschlossen. Im Ortsteil Salmorth liegen sechs Einzelhöfe, die Ölmühle Spyck der ADM sowie das Klärwerk der Stadt Kleve. Die unbebauten Gebiete von Salmorth liegen im Naturschutzgebiet Salmorth. Die ehemalige Gemeinde Salmorth, zu der auch das Dorf Schenkenschanz gehörte, besaß eine Fläche von 11,2 km².

## Geschichte
Seit dem 19. Jahrhundert bildete Salmorth eine Landgemeinde in der Bürgermeisterei Griethausen (seit 1928 Amt Griethausen) im Kreis Kleve im Regierungsbezirk Düsseldorf. Am 1. April 1911 wurde die bis dahin eigenständige Gemeinde Schenkenschanz in die Gemeinde Salmorth eingegliedert, die seitdem die gesamte gleichnamige Halbinsel umfasste. Am 1. Juli 1969 wurde die Gemeinde Salmorth durch das Gesetz zur Neugliederung des Landkreises Kleve in die Stadt Kleve eingegliedert.

## Einwohnerentwicklung
| Jahr         | Einwohner | Quelle |
| ------------ | --------- | ------ |
| 1832         | 110       | [ 5 ]  |
| 1861         | 170       | [ 3 ]  |
| 1871         | 105       | [ 6 ]  |
| 1885         | 115       | [ 7 ]  |
| 1910         | 168       | [ 8 ]  |
|              |           |        |
| 1925         | 360 1     | [ 2 ]  |
| 1939         | 332 1     | [ 9 ]  |
|              |           |        |
| 2010er Jahre | 23        | [ 1 ]  |

## Baudenkmal
Die stillgelegte Griethausener Eisenbahnbrücke liegt in der Gemarkung Salmorth und steht unter Denkmalschutz.

## Verkehr
Die 1987 stillgelegte Eisenbahnstrecke Kleve–Spyck verlief quer über die Halbinsel Salmorth. Ihre Trasse ist heute noch erhalten.